# 北海道の市町村歌一覧
北海道の市町村歌一覧（ほっかいどうのしちょうそんかいちらん）は、日本の北海道に属する市町村で制定されている、もしくは過去に制定されていた市町村歌などの自治体歌やそれに準じた楽曲の一覧である。なお、一覧の順序は全国地方公共団体コード順によるが、町村については道のサイトに掲載されている「14総合振興局・振興局の一覧」の順序を優先しているためやや異同がある。

## 概説
旧北海道区制下で制定された自治体歌としては、1911年（明治44年）に制定された「小樽区歌」が代表的な楽曲に挙げられる。戦後に制定された自治体歌では、道庁所在地の札幌市を始め市町村が定める自治憲章と密接に結び付く形で制定・普及活動が行われている。道央や道北では平成の大合併で新設合併方式を採ったか否かに関わらず市町村歌を制定していないか音頭のみを有している市町村が多いのに対して道東は制定率が高く、特に十勝管内では全ての市町村が市町村歌を制定している。
空知・上川管内では、1970年代から1990年代にかけて開基100年を記念して市歌・町歌を制定した事例が多くみられる。また、表題を「○○賛歌」とするものが複数見られることも大きな特徴である。

## 札幌市
- 市民の歌[2] - 1964年（昭和39年）制定

作詞：能條伸樹 補作：西田直道 作曲：川越守
市民憲章制定1周年を記念し、市旗と合わせて制定された。そのため、制定主体が「札幌市民憲章推進会議」とされている。のち時計台創建百年記念SP「時計台の鐘」のB面に、「交響詩サッポロ」（のち1992年に制作された「交響詩・札幌」とは別曲）として新規に録音されている。

### 札幌市の区歌等
札幌市の一部の区では独自に区歌や区民音頭が作られている。
- 東区‥東区音頭 - 1972年（昭和47年）発表

札幌市の政令指定都市移行を記念して作成。
- 白石区‥白石音頭 - 1974年（昭和49年）発表

白石区民センター開館を記念して作成。
- 豊平区‥とよひらの空に[4] - 1999年（平成11年）制定

作詞：高野栄美子 作曲：いなむら一志 編曲：西岡俊明
- 厚別区‥またここで逢いましょう[5] - 2009年（平成21年）発表

作詞・作曲：Power of Songs（厚別の歌をつくろう会）
区成立20周年記念イメージソング。
- 清田区‥きよっち音頭[6] - 2012年（平成23年）発表

作詞：大西潤子
区成立15周年記念。

## その他市部
函館市
- はこだて賛歌[7] - 1973年（昭和48年）制定

作詞：前川和吉 作曲：廣瀬量平
北海道放送（HBC）が開局20周年記念事業の一環で旧亀田市との合併を記念して作成し、市に寄贈した。
小樽市
- 小樽市民の歌[8] - 1972年（昭和47年）制定

作詞：伊藤和枝 補作：小樽市民の歌選考委員会 作曲：八洲秀章
市制50周年記念。
旭川市
- 若いまち旭川 - 1972年（昭和47年）制定

作詞：武田哲子 補作：小林孝虎 作曲：川越守
市制50周年記念。
- 旭川市青少年の歌 - 1960年（昭和35年）制定

作詞：真仁田豊弘 作曲：藤山一郎
- 北の街に鐘は鳴る - 1991年（平成3年）発表

作詞：阪田寛夫 作曲：中田喜直
「望郷の鐘」設置1周年記念イメージソング。
- あなたがどこかで

作詞：松井五郎 作曲：玉置浩二
市制100周年記念歌。
室蘭市
- 室蘭市の歌[9] - 1952年（昭和27年）制定

作詞：土岐善麿 作曲：信時潔
室蘭港開港80周年・市制30周年記念。
釧路市
- 釧路市の歌[10] - 2006年（平成18年）10月11日制定

作詞：宮川正男 作曲：廣瀬量平
新設合併1周年記念。2代目（新設合併後の釧路市としては初代）の市歌である。
帯広市
- 帯広市市歌[11] - 1952年（昭和27年）3月31日制定

作詞：外山雅一 作曲：伊福部昭
開基70周年・市制20周年記念。
- 光る風の中に[11] - 1972年（昭和47年）3月31日発表

作詞：松原みち子 作曲：山下毅雄
開基90周年・市制40周年記念「おびひろ市民のうた」。
- おびひろラプソディー[11] - 1981年（昭和56年）発表

作詞：岩野芳弘 作曲：彩木雅夫
開基100周年・市制50周年記念「郷土の歌」。
北見市
- （未制定）

市のサイトでは新設合併前の（旧）北見市の時代からの市に関係する楽曲を「北見の歌・校歌」のページを設けて紹介しているが、どの楽曲が正式な市歌であるかは明言されていない。オホーツク圏北見地域合併協議会では市歌制定について特に取り決めは実施されなかったが「北見市合併10周年プロジェクト準備会」では2016年（平成28年）の合併10周年を機に市歌の制定が提案されている。なお、旧端野町では町歌「きらめいて端野」が合併後も「地域の歌」として存続している。
夕張市
- （不明）

岩見沢市
- 岩見沢市市歌 - 1944年（昭和19年）頃制定[14]

作詞：奥保 作曲：中山晋平
- 交響詩岩見沢 - 1973年（昭和48年）発表

作詞：加藤愛夫 作曲：川越守
開基90周年、市制30周年記念歌。
網走市
- あなたへ[15] - 2007年（平成19年）発表

作詞・作曲：百香
市イメージソング。
留萌市
- 留萌市民歌

苫小牧市
- とまこまいサンバ - 1998年（平成10年）発表

作詞：阿久悠 作曲：羽田健太郎
市制50周年記念歌。
稚内市
- 市民のうた[16] - 1968年（昭和43年）5月5日制定

作詞：新井明夫 補作：吉田弘 作曲：上原賢六
- ふるさとを愛する[16]

作詞：藤林満夫 補作：吉田弘 作曲：上原賢六
開基90周年・市制20周年を記念し、2曲同時に制定された。
美唄市
- メロディアスタウン美唄 - 1989年（平成元年）発表

作詞：長岡史寿子 作曲：彩木雅夫 歌：ボニージャックス
開基100周年記念。
芦別市
- （不明）

江別市
- 江別市民音頭（江別のびのび音頭） - 1978年（昭和53年）制定
- 風はみどり - 1978年（昭和53年）制定

作詞：山川啓介 作曲：いずみたく 歌：デューク・エイセス
開基100周年記念。
赤平市
- 赤平の歌

紋別市
- 紋別市民の歌

士別市
- 士別音頭

名寄市
- （未制定）

風連町・名寄市合併協議会では、市歌については特に取り決めが実施されなかった。
三笠市
- 三笠市歌[17]

1番で人口を「五万余」としており、実態との乖離が著しいため演奏されなくなったとみられる。
根室市
- 根室市のうた[18] - 1964年（昭和39年）8月1日制定

作詞：根本基之 作曲：飯田三郎
開基100周年記念。
千歳市
- 千歳市賛歌 - 1959年（昭和34年）9月制定[19]

作詞：稲葉留雄 作曲：達見昌明
開基80周年記念。
滝川市
- 讃歌ふるさと たきかわ[20]
- 風が見つけた街・たきかわ - 1990年（平成2年）制定

作詩： 高橋啓治　補作詩：鈴木宗敏　作曲：彩木雅夫
開基100周年記念イメージソング。
砂川市
- 心のオアシス

作詞：来生えつこ 作曲：来生たかお
歌志内市
- 歌志内音頭

深川市
- 北斗わが市 ふかがわ[21] - 1992年（平成4年）発表

作詞：高橋啓治 作曲：丸谷晴彦
開基100周年記念イメージソング。
富良野市
- 富良野市歌[22] - 1966年（昭和41年）11月3日制定

作詞：小田観螢 作曲：八洲秀章
登別市
- （不明）

恵庭市
- 鈴蘭の丘 - 1956年（昭和31年）選定

作詞：桜悠助 作曲  作曲：福島正二
町制施行記念で町民音頭「恵庭音頭」（作詞：細田義行 作曲：西村貞次郎）と合わせ、愛唱歌として選定された。
伊達市
- 若いふるさと[23] - 1968年（昭和43年）10月制定[24]

作詞：太田武彦 作曲：山本丈晴 編曲：伊藤裕春
町制時代に開基100周年を記念し、町民音頭「伊達町音頭」（市制施行後に作られた「伊達音頭」とは異なる）と合わせ「伊達町民の歌」として制定。形式上は単独での市制施行、大滝村編入を経て法人格と共に存続している。
北広島市
- 北広島賛歌 - 1994年（平成6年）発表

札幌郡広島町として町制を施行していた時代に開基100周年記念歌として作られ、市制施行後も継承された。
石狩市
- 石狩市民の歌 - 1997年（平成9年）制定

作詞：大島龍 作曲：向山千晴
北斗市
- 永遠に明るく - 2006年（平成18年）制定

作詞：加藤一明 作曲：池辺晋一郎
市制施行と同時に制定。

## 町村部
振興局の順序は道のサイト内「14総合振興局・振興局の一覧」によるため、全国地方公共団体コードの順序とは異なる。なお、歌に限らず振興局（旧支庁）独自のシンボル（局章・局旗・木・花・鳥など）は特に定められていない。

### 空知総合振興局管内
空知郡南幌町
- 南幌町歌[25] - 1992年（平成4年）9月18日制定

作詞：大西良子 補作・作曲：田川昭
空知郡奈井江町
- 奈井江小唄 - 1964年（昭和39年）9月発表[26]

この他に町民音頭として「奈井江音頭」と「新奈井江音頭」がある。
空知郡上砂川町
- （不明）

夕張郡由仁町
- 由仁音頭

夕張郡長沼町
- 長沼小唄[27] - 1952年（昭和27年）制定
- 長沼音頭[28] - 1952年（昭和27年）制定

両曲とも町制施行を記念して制定。
夕張郡栗山町
- （不明）

樺戸郡月形町
- 月形町歌 - 1940年（昭和15年）制定

作詞：松実菱三 作曲：松田喜一
村制時代に開村60周年を記念し「月形村歌」として制定、町制施行後も改題・継承される。
樺戸郡浦臼町
- 浦臼町民歌 - 1960年（昭和35年）制定[29]

作詞：松実菱三 作曲：八洲秀章
町制施行記念。
樺戸郡新十津川町
- 新十津川町賛歌 - 1990年（平成2年）制定

開基100周年記念。
雨竜郡妹背牛町
- （不明）

雨竜郡秩父別町
- 秩父別賛歌

雨竜郡雨竜町
- 雨竜町民歌 - 1961年（昭和36年）制定[30]

雨竜郡北竜町
- （不明）

雨竜郡沼田町
- 沼田観光音頭 - 1976年（昭和51年）9月発表[31]

### 石狩振興局管内
石狩郡当別町
- 当別音頭

作詞：高柳公 作曲：藤大助
石狩郡新篠津村
- 新篠津音頭

作詞：媚山哲雄 補作：峰田明彦 作曲：澤昭夫

### 後志総合振興局管内
島牧郡島牧村
- 島牧小唄 - 1967年（昭和42年）12月23日制定[32]

作詞：佐々木黒潮 作曲：八洲秀章
村章・村民音頭「島牧音頭」と同時に制定。作詞者は当時の村教育長（本名・佐々木初雄）。
寿都郡寿都町
- 寿都町歌

大正時代に制定されたと言われているが、詳しい制定経緯は不明。
寿都郡黒松内町
- 黒松内音頭

磯谷郡蘭越町
- 蘭越町町民歌[33] - 1967年（昭和42年）11月5日制定

作詞：入江好之 作曲：桑山真弓
虻田郡ニセコ町
- ニセコ町のうた[34] - 1973年（昭和48年）11月3日制定

作詞：森菊蔵 作曲：狛林正一
虻田郡真狩村
- 真狩村村歌[35] - 1994年（平成6年）3月18日制定

作詞・作曲：八洲秀章
虻田郡留寿都村
- 留寿都音頭

虻田郡喜茂別町
- （不明）

虻田郡京極町
- 京極町民の歌 - 1976年（昭和51年）8月30日制定[36]

開基80周年記念。
虻田郡倶知安町
- 倶知安町民の歌[37] - 1972年（昭和49年）12月1日制定

作詞：松崎昭博 作曲：八洲秀章
岩内郡共和町
- 共和町民の歌 - 1975年（昭和50年）制定[38]

合併20周年・町制5周年記念。
岩内郡岩内町
- 岩内の歌 - 1944年（昭和19年）5月制定[39]

作詞：時雨音羽 作曲：森義八郎
積丹郡積丹町
- （不明）

古平郡古平町
- （不明）

余市郡仁木町
- （不明）

余市郡余市町
- 余市音頭

余市郡赤井川村
- 赤井川音頭 - 1982年（昭和57年）制定[40]

作詞：佐々木逸郎 作曲：桑山真弓

### 胆振総合振興局管内
虻田郡豊浦町
- 豊浦音頭

虻田郡洞爺湖町
- 洞爺湖音頭

作詞：飯野親義 作曲：松浦眞
有珠郡壮瞥町
- 夢よぶ壮瞥 - 1988年（昭和63年）制定

作詞：岸川洋孝 作曲：桑山真弓
開基100周年記念。
白老郡白老町
- しらおい元気まち音頭

作詞：石本美由起 作曲：岸本健介
勇払郡厚真町
- 厚真音頭[41] - 1954年（昭和29年）9月発表

作詞：更科源蔵 作曲：西村貞次郎
勇払郡安平町
- あびらのうた - 2011年（平成23年）発表[42]

作詞：根深夏 作曲：瀬野朋恵
勇払郡むかわ町
- 新むかわ音頭（仮称）[43]

2016年（平成28年）の合併10周年を目処に旧鵡川町の「鵡川音頭」に代わる新規の町民音頭を制定する予定。

### 日高振興局管内
沙流郡日高町
- 日高観光音頭

沙流郡平取町
- 平取町歌

作詞：遠藤晴美 補作：飯田広太郎
新冠郡新冠町
- 飛翔 新冠、その輝ける未来

作詞・作曲：城之内ミサ
日高郡新ひだか町
- 新ひだか町音頭 - 2006年（平成18年）発表

浦河郡浦河町
- 浦河小唄[44] - 1935年（昭和10年）発表

様似郡様似町
- 様似町歌

幌泉郡えりも町
- （不明）

### 渡島総合振興局管内
松前郡松前町
- （不明）

松前郡福島町
- （不明）

上磯郡知内町
- 知内讃歌[45]

作詞：宮川悦郎 作曲：山路進一 編曲：原譲二
他に町民愛唱歌として「知内小唄」「平成ふるさと町おこし」、町民音頭として「知内音頭」がある。
上磯郡木古内町
- 木古内賛歌[46] - 1982年（昭和57年）制定

作詞：宮崎恒夫 補作：前川恒慶 作曲：坂下滉
町制度40周年を記念し、町民音頭「きこない音頭」と合わせて制定。
亀田郡七飯町
- 七飯町町歌[47]

作詞：川尻英一 作曲：佐々木茂
茅部郡鹿部町
- 鹿部賛歌 水平線の見える町

作詞：奥谷雅喜 補作：星野哲郎 作曲：杉本真人
茅部郡森町
- （不明）

二海郡八雲町
- 八雲賛歌

（旧）八雲町の町歌である。熊石町・八雲町合併協議会では新設合併後の町歌の扱いについて特に取り決めが行われていないため、現在の地位は不明確である。
山越郡長万部町
- 新長万部音頭 - 1993年（平成5年）制定

作詞：田中作衛 作曲：桑山真弓
開基120周年・町制50周年記念。

### 檜山振興局管内
檜山郡江差町
- 江差町民の歌

檜山郡上ノ国町
- 伸びゆく郷土[48] - 1971年（昭和46年）1月15日制定

作詞：松谷信司 作曲：桑山真弓 編曲：鈴木英明
檜山郡厚沢部町
- 厚沢部音頭

爾志郡乙部町
- 乙部の風が輝く頃

作詞：大津あきら 作曲：大塚修司
奥尻郡奥尻町
- （不明）

瀬棚郡今金町
- 今金音頭

久遠郡せたな町
- せたなラプソディ[49] - 2012年（平成24年）発表

作詞・作曲：the武田組
町PRソング。

### 上川総合振興局管内
上川郡鷹栖町
- 鷹栖音頭

上川郡東神楽町
- 東神楽町の歌[50] - 1953年（昭和28年）8月30日制定

作詞：遠藤良明 補作：選定委員会
上川郡当麻町
- 当麻町民歌

上川郡比布町
- 比布町歌[51] - 1954年（昭和29年）7月17日制定

作詞：小池栄寿 作曲：斉藤学児
開基60周年記念。
上川郡愛別町
- 愛別音頭

上川郡上川町
- 上川町歌[52]

上川郡東川町
- 東川町歌[53] - 1964年（昭和39年）制定

作詞：岡部二郎 作曲：佐藤朋吉
上川郡美瑛町
- WELCOME TO 美瑛 - 1996年（平成4年）制定

作詞：伊藤薫 作曲：若草恵
空知郡上富良野町
- 上富良野音頭[54] - 1979年（昭和54年）発表

作詞：和田耕人 作曲：桑田真弓
開基70周年記念。
空知郡中富良野町
- 中富良野音頭[55] - 1980年（昭和55年）発表

空知郡南富良野町
- 南富良野

作詞：板倉弘之 作曲：八洲秀章
雨竜郡幌加内町
- 幌加内町歌

勇払郡占冠村
- 占冠村歌[56] - 1963年（昭和38年）10月11日制定

作詞：田島敬章 作曲：庄司東
開基60周年記念。
上川郡和寒町
- 和寒越冬ラプソディ[57] - 2012年（平成24年）1月発表

作詞・作曲：みのや雅彦
町イメージソング。
上川郡剣淵町
- 剣淵町町歌[58] - 1968年（昭和43年）7月25日制定

作詞：淵柳光男 補作：阪本冨貴雄 作曲：斉藤学児
開基70周年記念。
上川郡下川町
- （不明）

中川郡美深町
- 美深町歌

中川郡音威子府村
- （不明）

中川郡中川町
- 中川町歌 - 1953年（昭和28年）制定[59]

開基50周年記念。

### 留萌振興局管内
増毛郡増毛町
- 増毛音頭 - 1970年（昭和45年）発表[60]

開基220周年・町制70周年記念。
留萌郡小平町
- （不明）

苫前郡苫前町
- （不明）

苫前郡羽幌町
- （不明）

苫前郡初山別村
- 初山別音頭

作詞：時雨美千留 作曲：八洲秀章
天塩郡遠別町
- 遠別旅情 - 1982年（昭和57年）制定

同名の土産菓子も作られている。
天塩郡天塩町
- （不明）

### 宗谷総合振興局管内
宗谷郡猿払村
- （不明）

枝幸郡浜頓別町
- 浜頓別音頭 - 1968年（昭和43年）発表[61]

開基90周年記念。
枝幸郡中頓別町
- 中頓別ふるさと音頭[62] - 1984年（昭和59年）8月発表

枝幸郡枝幸町
- （未制定）

新設合併前の（旧）枝幸町の時代から町歌は制定されていない。枝幸歌登合併協議会では、町歌の制定については特に取り決めが実施されなかった。
天塩郡豊富町
- （不明）

天塩郡幌延町
- （不明）

礼文郡礼文町
- 礼文音頭

利尻郡利尻町
- （不明）

利尻郡利尻富士町
- 利尻富士音頭

作詞：豊田利憲 作曲：鈴木博彰

### オホーツク総合振興局管内
網走郡美幌町
- 美幌町町歌 - 1953年（昭和28年）制定

作詞：木下孝一 作曲：武満徹
2代目の町歌である。
- 風はみどりに - 1967年（昭和42年）発表

作詞：加藤悦郎 作曲：和田香苗
開基80周年記念町民愛唱歌。
網走郡津別町
- つべつ音頭

作詞：佐々木逸郎 作曲：桑山真弓
網走郡大空町
- 翔こう! 輝く未来へ大空へ!![64] - 2015年（平成27年）5月発表

作詞：qu5 作曲・編曲：Sakurai Shiro
合併10周年記念歌。VOCALOIDで女満別空港ビル応援キャラクターの結月ゆかりが創唱者となっている。
斜里郡斜里町
- 斜里まちの歌[66] - 1968年（昭和43年）9月17日制定

開基90周年・町制30周年記念。
斜里郡清里町
- （不明）

斜里郡小清水町
- （不明）

常呂郡訓子府町
- 訓子府音頭 - 1951年（昭和26年）発表

作詞：大塚みつる 作曲：松田喜一
常呂郡置戸町
- 置戸〜未来へと続く道 - 2010年（平成22年）発表

作詞：置戸中学校三年生 作曲：南康弘
町制60周年記念。
常呂郡佐呂間町
- 佐呂間町歌[67] - 1953年（昭和28年）4月1日制定

作詞：飯田広太郎 作曲：千葉日出成
紋別郡遠軽町
- 遠軽音頭

新設合併前の（旧）遠軽町で作成された町民音頭である。遠軽地区4町村合併協議会では、新設合併後の町歌の制定については特に取り決めが実施されなかった。
紋別郡湧別町
- ふるさと音頭 - 2007年（平成19年）発表

正式な町歌としての制定を求める意見が出されている。
紋別郡滝上町
- （不明）

紋別郡興部町
- 興部小唄 - 1988年（昭和63年）発表

作詞：小原四郎 作曲：佐藤文弘 編曲：萩原秀樹
開基100周年記念。
紋別郡西興部村
- （不明）

紋別郡雄武町
- （不明）

### 十勝総合振興局管内
河東郡音更町
- 音更町歌[69] - 1970年（昭和45年）9月18日制定

作詞：三村洋 作曲：伊福部昭
河東郡士幌町
- 士幌町町歌[70] - 1957年（昭和32年）制定

作詞：斉藤七郎治 作曲：加藤けん三
河東郡上士幌町
- 上士幌町町歌[71] - 1954年（昭和29年）4月1日制定

作詞：小原四郎 作曲：島田逸平
河東郡鹿追町
- 鹿追町町歌[72] - 1950年（昭和25年）制定

作詞：小原四郎 作曲：細川潤一
上川郡新得町
- 新得町歌 - 1950年（昭和25年）11月3日制定[73]

上川郡清水町
- 清水町歌[74] - 1952年（昭和27年）9月21日制定

作詞：若松しげる 作曲：飯田信夫
河西郡芽室町
- 芽室町歌[75] - 1954年（昭和29年）9月18日制定

作詞：田沢武男 作曲：山崎政彦
河西郡中札内村
- 中札内村歌[76] - 年（年）1月1日制定

作詞：直江重光 作曲：堀越一久
河西郡更別村
- 更別村歌[77] - 1948年（昭和23年）制定

作詞：三村鴻太 作曲：西田直道
広尾郡大樹町
- 大樹町歌[78] - 1950年（昭和25年）2月23日制定

作詞：矢萩勝 作曲：鈴木哲夫
広尾郡広尾町
- 広尾町歌[79] - 1978年（昭和53年）9月12日制定

作詞：清原千晴 作曲：有賀正助
道民音頭「北海ばやし」と同じ作詞者である。
中川郡幕別町
- 幕別町歌[80] - 1966年（昭和41年）10月1日制定

作詞：小倉和子 作曲：万城目正
中川郡池田町
- 池田町町歌[81] - 1968年（昭和43年）6月3日制定

作詞：清原千晴 作曲：伊福部昭
中川郡豊頃町
- 豊頃町歌[82] - 1950年（昭和25年）11月1日制定

作詞：小原四郎 作曲：田辺房太郎
中川郡本別町
- 本別町歌 - 1933年（昭和8年）制定[83]

作詞：吉川静夫 作曲：飯田信夫
足寄郡足寄町
- 足寄町民歌[84] - 1965年（昭和40年）10月1日制定

作詞：本間一咲 作曲：八洲秀章
合併10周年記念。
足寄郡陸別町
- 陸別町町歌

十勝郡浦幌町
- 浦幌町歌[85] - 1949年（昭和24年）制定

作詞：小原四郎 作曲：林喬木
村制時代に開基50周年を記念し「浦幌村歌」として制定され、町制施行後に改題。

### 釧路総合振興局管内
釧路郡釧路町
- 釧路町ドンドコ音頭

厚岸郡厚岸町
- 厚岸音頭

厚岸郡浜中町
- 浜中町歌[86]

作詞：土谷孝信 作曲：飯田信夫
川上郡標茶町
- 風と大地の神和 〜標茶〜

町イメージソング。
川上郡弟子屈町
- 弟子屈町民の歌[87]

作詞：池ヶ谷栄一 補作・作曲：八洲秀章
阿寒郡鶴居村
- 鶴居村歌

作曲：飯田三郎
白糠郡白糠町
- 白糠町歌[88]

作詞：佐藤玲香女 作曲：筒井秀武

### 根室振興局管内
北方領土の5郡6村は省略。
野付郡別海町
- 別海町歌[89] - 1968年（昭和43年）12月3日制定

作詞：花山三郎 作曲：飯田三郎
標津郡中標津町
- 中標津町歌[90] - 1950年（昭和25年）1月1日制定

作詞：佐藤玲香女 作曲：飯田三郎
標津郡標津町
- 標津町歌[91] - 1958年（昭和33年）1月1日制定

作詞：矢吹美保 作曲：千葉日出城
目梨郡羅臼町
- 羅臼町歌[92] - 1950年（昭和25年）10月3日制定

作詞：土谷孝信 作曲：飯田三郎
開村50周年記念。

## 廃止された市町村歌
釧路市
- 釧路市の歌（旧） - 1959年（昭和34年）制定

作詞：加藤悦郎 作曲：信時潔
初代（新設合併前の旧市）の市歌である。
小樽区
- 小樽区歌 - 1911年（明治44年）制定

作詞：芳賀矢一 作曲：島崎赤太郎
大正期まで札幌をしのぐ人口を有していた小樽区の区歌である。詞・曲とも著作権の保護期間を満了（パブリックドメイン）。
網走郡美幌町
- 美幌町歌 - 1937年（昭和12年）制定

作詞：大塚郷湖 作曲：須藤五郎
開基50周年記念。初代の町歌である。
根室郡根室町
- 根室町歌（初代）[93]

作詞・作曲者不詳
明治末期から大正前期に作られたとされるが詳細不明。
- 根室町歌（2代目）[94]

作詞：吉川東洋 作曲：三浦隆治
日本国憲法公布記念。